# Can Trinxeria
Can Trinxeria és un antic habitatge habilitat com a centre cultural de Maçanet de la Selva (Selva) inclosa a l'Inventari del Patrimoni Arquitectònic de Catalunya.

## Descripció
Edifici format per tres cossos rectangulars, junts però diferenciats, d'una, dues i tres plantes, el més gran. Està cobert amb terrasses planes, dona a dos carrers, a l'Avinguda Catalunya i al carrer Cabrera, i té un pati molt ampli rere la façana principal. La decoració de la planta baixa de la façana està formada per un sòcol de pedres de riu arrodonides. Els diferents pisos estan separats per falses cornises motllurades (així com els diferents cossos són separats per motllures a mode de pilastres planes) i les finestres són emmarcades de motllures senzilles d'arrebossat. Les cornises superiors, a tres nivells, estan formades per jocs de còncaus i convexos i boles decoratives als angles i a les parts centrals. La terrassa més gran, a més d'un enreixat de ferro forjat com a barana, una torreta emmerletada al centre que culmina i corona l'edifici. Els cossos amb dos i tres pisos tenen les obertures del pisos més elevats balconades amb ferro forjat, més àmplies les del primer pis que les del segon. Les portes principals del cos de tres pisos té unes arcades rebaixades.

## Història
Construcció posterior a 1840, quan es van comprar els terrenys, presumiblement a finals del XIX o principis del XX.
Can Trinxeria fou adquirit i construït durant la segona meitat del segle xix per la família Morat. A principis de segle XX s'hi establí una farmàcia.